# Ubocz (King George Island)
Der Ubocz (polnisch für Zahn) ist ein 100 bis 130 m langer Berghang auf King George Island im Archipel der Südlichen Shetlandinseln. Er liegt südlich der polnischen Arctowski-Station zwischen dem Petrified Forest Creek und dem Ornithologists Creek am Ufer der Admiralty Bay.
Polnische Wissenschaftler benannten ihn 1980 nach einem gleichnamigen Berg in der polnischen Tatra.